# 恵王 (燕)
恵王（けいおう、? - 紀元前272年／紀元前271年、在位紀元前278年 - 紀元前272年／紀元前271年）は、中国の戦国時代の燕の王。諱は戎人。楽毅を追放して斉の反撃を許し燕を衰退させた。 

## 生涯
先代の昭王の太子。前279年に父が病死したため跡を継いだ。この頃の燕は昭王が楽毅を総司令官とした軍勢を斉に送って70余城を奪っていたが、莒と即墨の2城のみは徹底抗戦されて長期化していた。昭王の死後、燕では楽毅が斉を平定したら斉王として自立するという噂が流れた。恵王は太子時代から楽毅と不仲であったため、楽毅に謀反の企みありとして燕への召還を命じた。楽毅は恵王に嫌われていることを知っていたため、誅殺されることを恐れて趙に亡命した。恵王は新しい司令官として騎劫を送った。
だが、恵王の不当な人事に燕軍の士気は一気に低下。先の楽毅謀反の噂も斉将田単の離間策であった。騎劫には楽毅ほどの軍事能力は無く、田単の策略に次々と引っかかり最期は火牛の計にかかって敗死し、燕が奪った70余城は全て斉に奪い返された。この後、燕は全く勢力を振るわず、衰勢になった。
紀元前271年に勢力をもった燕の将軍である成安君公孫操によって、弑された。そのため、太子が後を継いで即位した（武成王）。